# Jacinto Gimignani

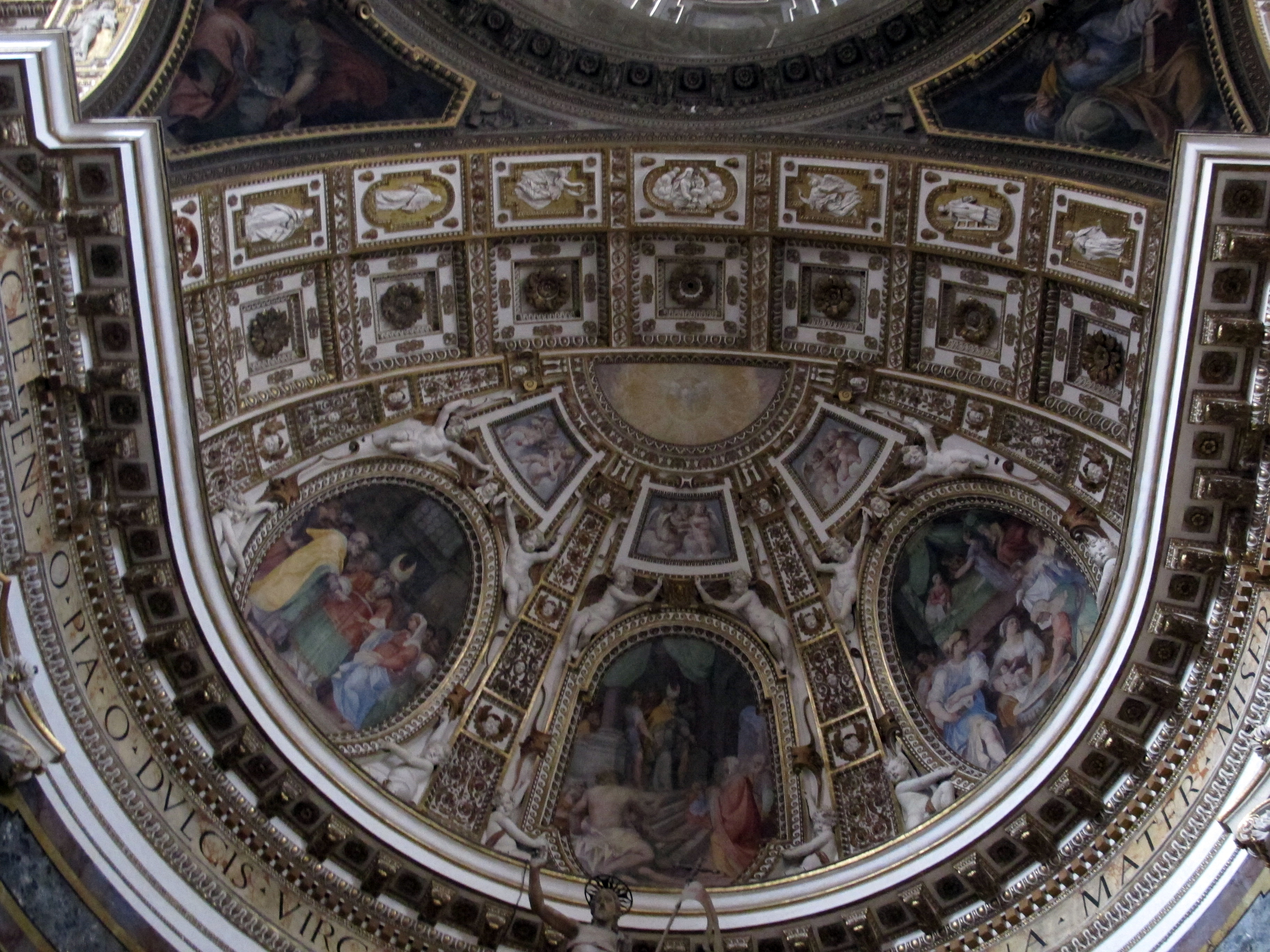
Interior da semicúpula da abside de Santa Maria ai Monti, com afrescos de Jacinto.

Jacinto Gimignani (em italiano:  Giacinto Gimignani; 1606 (419 anos)–9 de dezembro de 1681) foi um pintor do barroco italiano ativo principalmente em Roma. Era também um gravador em água-forte.

## Biografia
Gimignani nasceu em Pistoia, onde seu pai, Alessio (1567–1651) era também pintor e pupilo de Jacopo Ligozzi. Era patrocinado pelo proeminente Guido Rospigliosi, cardeal secretário de estado e membro da poderosa família Rospigliosi, também de Pistoia.
Já em 1630, seu pai conseguiu enviá-lo para Roma, onde acredita-se que trabalhado sob os cuidados de Poussin; dois anos depois, já estava com Pietro da Cortona. Luigi Lanzi descreve que ele teria aprendido a desenhar com o primeiro e a pintar com o segundo.
Em Roma, competiu com Camassei e Maratta pelas encomendas de novos afrescos. Sua primeira obra conhecida é um afresco do "Descanso na Fuga para o Egito" (1632), uma luneta na capela do Palazzo Barberini. É dele também o afresco "Visão da Cruz por Constantino, o Grande" no deambulatório do Batistério de São João de Latrão, pintado sob a orientação de Andrea Sacchi. Em 1648, Jacinto ajudou Cortona a decorar o Palazzo Pamphili, em Roma, onde desenvolveu um estilo clássico adequado ao grande estilo maneirista que emergia na cidade. Entre outras obras em Roma estão um "São Pio" para San Silvestro al Quirinale e uma tela sobre um martírio para Santa Maria a Campo Santo. Em Perúgia, pintou "São Bento encontra Tótila, rei dos godos" para a igreja beneditina.
Em 1650, Jacinto se juntou à Accademia di San Luca. Casou-se com a filha do pintor Alessandro Turchi, de Verona, e passou seus últimos anos na Toscana. Em Pistoia, há diversas pinturas suas no Museo Rospigliosi, incluindo "Encontro de Vênus e Adônis" e "Os Irmãos Mostram o Manto Ensanguentado de José a Jacó".
Seu filho, Ludovico Gimignani, é também bastante conhecido por suas obras em Roma.